# Denton (Oxfordshire)
Denton – przysiółek w Anglii, w Oxfordshire, w dystrykcie South Oxfordshire, w civil parish Cuddesdon and Denton. Leży 9,2 km od miasta Oksfordu i 76 km od Londynu. W 1961 roku civil parish liczyła 112 mieszkańców.